# Aérodrome du Mazet de Romanin
 (avril 2025).
Si vous disposez d'ouvrages ou d'articles de référence ou si vous connaissez des sites web de qualité traitant du thème abordé ici, merci de compléter l'article en donnant les références utiles à sa vérifiabilité et en les liant à la section « Notes et références ».
L’aérodrome du Mazet de Romanin (code OACI : LFNZ) est un aérodrome du département des Bouches-du-Rhône, situé à Saint-Rémy-de-Provence

## Situation
L'aérodrome du Mazet de Romanin est situé à 5,5 km à l'est-sud-est de Saint-Rémy-de-Provence.
Depuis 2007, cet aérodrome appartient à la région Provence-Alpes-Côte d'Azur.

## Agrément
L'aérodrome du Mazet de Romanin fait partie de la liste n° 3 (aérodromes agréés à usage restreint) des aérodromes autorisés au 31 janvier 2010 (décret : NOR :DEVA1012766K ) car il est réservé au vol à voile et aux avions de servitude mais est utilisable par les hélicoptères dans des conditions définies par le directeur de la sécurité de l'aviation civile Sud-Est.

## Utilisation
L'aérodrome est principalement utilisé pour le vol à voile, ou pour les aéronefs de servitude.

## Infrastructures
L'aéroclub est équipé d'une cuisine, de logements et un bloc sanitaire, de 3 hangars, un atelier et d'un secrétariat

## Rattachements
Le Mazet de Romanin est un petit aérodrome ne disposant pas de services de la DGAC. Pour l'information aéronautique, la préparation des vols et le dépôt des plans de vol il est rattaché au BRIA (Bureau régional d'information aéronautique) de l'aéroport de Marseille Provence.

## L'aéroclub
L'aéroclub dispose d'une flotte de 14 planeurs composée de 4 ASK13, un Janus, un DG500 et DG1000, 3 pégase, un LS8, un LS6 , un Ka8 et un Ka6.
Pour la mise en l'air des planeurs, l'aéroclub dispose de 2 remorqueurs dont un Dynamic WT9 et un Midour. La plateforme est équipée d'un treuil FREMA.